# Alchemilla snarskisii
Alchemilla snarskisii là loài thực vật có hoa trong họ Hoa hồng. Loài này được Czerep. mô tả khoa học đầu tiên.